# Elephas hysudrindicus
Elephas hysudrindicus és una espècie extinta de mamífer proboscidi de la família dels elefàntids. Difereix anatòmicament de l'elefant asiàtic, l'única espècie vivent d'elefant del gènere Elephas. Visqué des del final del Plistocè inferior fins a la darreria del Plistocè mitjà, quan fou substituït per l'elefant de Java. Coexistí amb un altre proboscidi, Stegodon trigonocephalus, i humans arcaics de l'espècie Homo erectus.

## Taxonomia
Quan Eugène Dubois descrigué l'espècie el 1908, ometé la designació d'un holotip. L'espècimen RGM.DUB 4968-4969, un crani parcial conservat al Centre de Biodiversitat Naturalis, en fou designat el lectotip el 2017. Excavat a Tinggang (Bojonegoro), era el material fòssil original de Dubois.  Es considera que té una relació propera amb E. hysudricus, una espècie extinta de l'Àsia continental, de la qual podria ser descendent.
El març del 2009 se'n trobà un fòssil al jaciment arqueològic de Sunggun. Fou descobert a 13 km a l'oest del jaciment original de Tinggang i estava gairebé (90%) intacte, un o dos metres sota terra, en una antiga explotació de sorra del poble.
Tant el crani com la mandíbula estaven dotats de dents molars moledores completes, cosa que indica que pertanyien a un individu adult. Les restes foren portades al Museu Geològic de Bandung per a la seva exposició.

## Ecologia
L'anàlisi d'isòtops fa pensar que consumia principalment plantes C4, igual que Stegodon trigonocephalus, cosa que suggereix que ocupaven hàbitats oberts a l'illa.